# John Marley
John Marley, ursprungligen Mortimer Leon Marlieb, född 17 oktober 1907 i New York, död 22 maj 1984 i Los Angeles, var en amerikansk skådespelare och teaterdirektör.
Marley tilldelades Volpipokalen för bästa manliga skådespelare i Venedig 1968, för huvudrollen i filmen Faces. Vid Oscarsgalan 1971 var han nominerad till en Oscar för bästa manliga biroll för rollen filmen Love Story (1970). Han är annars kanske mest känd för rollen som filmmogulen Jack Woltz, som vaknar upp med ett avhugget hästhuvud i sin säng, i filmen Gudfadern (1972).

## Filmografi i urval
- 1965 – Cat Ballou skjuter skarpt
- 1968 – Faces
- 1970 – Love Story
- 1972 – Gudfadern
- 1977 – Djävulsbilen
- 1978 – Det lever igen
- 1978 – Ingen blåser Hooper